# Gerhard Paul (Sänger)
Gerhard Paul (* 1. April 1949 in Salzburg) ist ein österreichischer Opernsänger (Tenor) und Schauspieler.

## Leben
Gerhard Paul studierte Schauspiel und Gesang bei Georges Müller in Salzburg, später Gesang an der Opernschule der Hochschule für Musik und darstellende Kunst „Mozarteum“ Salzburg. Im Jahre 1977 erhielt Paul eine Einladung der Stiftung Kaminsky in die Meisterklasse von Ady Werba und Erik Werba für Lied und Oper weiterzumachen. 1985 folgte eine weitere Einladung von der „Münchner Singschule“, vertreten durch August Everding in die Meisterklasse von Kammersänger Josef Metternich zu kommen.
Paul trat am Landestheater Salzburg, Stadttheater Luzern (Schweiz),  Theater für Vorarlberg,  Wiener Kammeroper, Theater St. Pölten, Sommerarena Baden, Stadttheater Kortrijk (Belgien), Theater Göteborg (Schweden), Edinburgh Festival, Salzburger Festspiele, Theater Ingolstadt, Theater an der Rott, Burgfestspiele Wernberg auf und unternahm Tourneen mit Opern- und Operettenproduktionen und wirkte mit Konzerttätigkeit. Außerdem gab er Rezitationsabende, Moderation und war Synchronsprecher beim Film.

## Filmografie
- Engelhaar (Lametta & Co)
- A Gaudi muss sein
- Seniorenclub (Gastsänger)
- Schade um Papa (Cinevista)
- Aktenzeichen XY (Televisfilm)
- Schlosshotel Orth (Satel-Film)